# 111 v. Chr.
Portal Geschichte | Portal Biografien | Aktuelle Ereignisse | Jahreskalender | Tagesartikel

◄ |
3. Jahrhundert v. Chr. |
2. Jahrhundert v. Chr. |
1. Jahrhundert v. Chr. |
►

◄ | 130er v. Chr. | 120er v. Chr. | 110er v. Chr. | 100er v. Chr. |
90er v. Chr. |
►

◄◄ | ◄ | 114 v. Chr. | 113 v. Chr. | 112 v. Chr. | 111 v. Chr. |
110 v. Chr. |
109 v. Chr. |
108 v. Chr. |
► |
►►
Staatsoberhäupter

## Ereignisse
- Vietnam wird chinesisches Protektorat.
- Das Römische Reich erklärt König Jugurtha von Numidien den Krieg. Den Feldzug im Jugurthinischen Krieg führt Konsul Lucius Calpurnius Bestia.

## Geboren
- um 111 v. Chr.: Burebista, König der Daker († um 44 v. Chr.)

## Gestorben
- Publius Cornelius Scipio Nasica Serapio, römischer Politiker
- Tryphaina, Königin des Seleukidenreiches